# Adela Asúa Batarrita
Adela Asúa Batarrita (Bilbao, Vizcaya, 1948) es una abogada, jurista, profesora universitaria y catedrática española.
Es catedrática de Derecho penal en la Universidad del País Vasco desde 1994. Es consejera del Consejo de Estado y presidenta de su sección novena desde el año 2020. 
Fue magistrada del Tribunal Constitucional entre 2011 y 2017 y ejerció como Vicepresidenta del Tribunal entre 2013 y 2017. 

## Biografía
Curso Derecho en la Universidad de Deusto, y se licenció en 1971, obtuvo el Diploma Superior de Criminología en la Universidad Complutense de Madrid en 1977 y se doctoró en Derecho en 1981 (La reincidencia y los fines de la pena). 
De 1972 a 1976 ejerció como abogada, colegiada en el Ilustre Colegio de la Abogacía de Bizkaia. De 1981 a 1985 fue magistrada suplente en la Audiencia Territorial de Vizcaya pero finalmente se decantó por la docencia y la investigación. 
De 1972 a 1988 fue profesora de la Facultad de Derecho de la Universidad de Deusto. Profesora de Derecho Penal, desde 1972 a 1984 y catedrática de Derecho Penal de 1984 a 1988.
En 1988 se incorporó a la Universidad Pública del País Vasco, de 1988 a 1993 como profesora titular de Derecho Penal y desde 1994 como catedrática de Derecho penal.
Fue vicedecana de la Facultad de Derecho del País Vasco (Vizcaya) y, desde junio de 2009, formó parte de Uniqual, la agencia de evaluación de la calidad del sistema universitario vasco dependiente del Departamento del Gobierno homónimo competente en dicha materia. 
Miembro entre las décadas de 1980 y 1990 de la Asociación Pro Derechos Humanos y habiendo colaborando habitualmente con Gesto por la Paz, su labor académica y científica en el ámbito del Derecho penal se ha centrado en la corrupción, la problemática del non bis in idem, el derecho procesal, delitos y agresiones sexuales desde una perspectiva de género, terrorismo y evolución de la jurisprudencia constitucional del Tribunal Europeo de Derechos Humanos. Tomó parte activa como miembro de la comisión de expertos designados por el Ministerio de Justicia para la reforma del Código Penal, siendo en aquel momento Juan Alberto Belloch su titular.
Fue propuesta por el Senado —previo acuerdo del Parlamento Vasco— como Magistrada del Tribunal Constitucional y nombrada en virtud de Real Decreto 29 de diciembre de 2010. A propuesta del mismo Tribunal en Pleno, el 19 de junio de 2013, fue nombrada su Vicepresidenta. Cesó en ambos cargos y funciones el 10 de marzo de 2017 por expiración del plazo de su nombramiento, aunque aquél no se hizo efectivo hasta la toma de posesión de quien le sucedió. Durante esta etapa se la identificó ideológicamente como progresista.
El 29 de octubre de 2020 fue nombrada Consejera permanente y Presidenta de la Sección Novena del Consejo de Estado, tomando posesión el 26 de noviembre del mismo año.

## Publicaciones

### Libros
- La Reincidencia. Su evolución legal, doctrinal y jurisprudencial en los códigos penales del siglo XIX Bilbao. Publicaciones de la Universidad de Deusto, 1982. 494 pp. -
- El pensamiento penal de Beccaria: su actualidad. ASUA BATARRITA, A. (Coordinadora) BAJO FERNANDEZ, M., GOMEZ BENITEZ, J., LUZON PEÑA, D.M.,TORIO LOPEZ, A.  Publicaciones de la Universidad de Deusto, 1990. 109 pp.
- Régimen abierto en las prisiones. ASUA, A. (Coordinación)- BALMASEDA, J.- MANZANOS, C.-SAINZ DE ROZAS, R.  Vitoria, Gobierno Vasco, 1992, 252 pp.
- Delitos contra la Administración pública, Bilbao, Instituto Vasco de la Administración Pública, Bilbao 1997, 523 pp.
- Jornadas sobre el nuevo código penal de 1995, Bilbao, Universidad del País Vasco, 1998. 280 pp.
- Atenuantes de reparación y de confesión. Equívocos de la orientación utilitaria, GARRO CARRERA, E. / ASUA BATARRITA, A.  Tirant lo Blanch. Valencia 2008, 160 pp.
- Hechos postdelictivos y sistema de individualización de la pena, ASUA BATARRITA, A. / GARRO CARRERA, E. (Eds.)  Bilbao, Universidad del País Vasco 2009, 266pp.

### Artículos y colaboraciones en libros
Selección:
- “Violación: condenas a examen”, en Revista Emakunde, número 20, sobre La justicia y las mujeres , septiembre de 1995, p. 29-31.
- “Las Agresiones sexuales en el nuevo código penal: regulación jurídica e imágenes culturales”, en El nuevo código penal desde una perspectiva de género, Emakunde- Instituto Vasco de la Mujer, Vitoria 1998, pp. 45-101.
- “Apología del terrorismo y colaboración con banda armada: delimitación de los respectivos ámbitos típicos. (Comentario a la sentencia del TS de 27 de noviembre de 1997)”, en La Ley, 4 de junio de 1998, pp. 1-6.
- “Concepto jurídico de terrorismo y elementos subjetivos de finalidad: fines políticos últimos y fines de terror instrumental”, en ECHANO BASALDUA (coord.) Estudios Jurídicos en Memoria de José María Lidón, Bilbao 2002, p. 41-85.
- “Los nuevos delitos de “violencia doméstica” tras la reforma de la LO 11/2003, de 29 de septiembre” en Cuadernos Penales José María Lidón, Bilbao 2004, p. 99- 121.
- “Criminología y Multiculturalismo. Medidas internacionales y propuestas de tratamiento jurídico para la erradicación de la mutilación genital femenina” en Eguzkilore, n. 18 2004, p. 83-101.
- “El significado de la violencia sexual contra las mujeres y la reformulación de la tutela penal en este ámbito. Inercias jurisprudenciales” en LAURENZO COPELLO, P./ MAQUEDA ABREU M.L./RUBIO CASTRO, A.M. (Coords.) Género, Violencia y Derecho, Tirant lo Blanch, Valencia 2008, p. 131-170.

| Predecesor: Ramón Rodríguez Arribas | Vicepresidenta del Tribunal Constitucional 2013- 2017 | Sucesor: Encarnación Roca Trías |